# Slepče (Demir Hisar)
Slepče (mak. Слепче) je naselje u Republici Makedoniji, u jugozapadnom djelu države. Slepče pripada općini Demir Hisar.

## Prirodni uvjeti
Naselje Slepče je smješteno u jugozapadnom djelu Republike Makedonije. Od najbližeg većeg grada, Bitolja, naselje je udaljeno 30 km sjeverno.
Slepče se nalazi u središnjem djelu općini općini Demir Hisar. Naselje je položeno u gornjem djelu toka Crne reke, u dolinskom djelu. Zapadno od naselja se izdiže Plakenska planina. Nadmorska visina naselja je približno 670 metara.
Klima u naselju je kontinentalna.

## Stanovništvo
Po popisu stanovništva iz 2002. godine Slepče je imalo 719 stanovnika.
Pretežno stanovništvo u naselju su etnički Makedonci (99%).
Većinska vjeroispovijest u naselju je pravoslavlje.

## Vanjske poveznice
- Službena stranica općine Demir Hisar  Arhivirana inačica izvorne stranice od 9. veljače 2014. (Wayback Machine)